# ستورم جيمسون
ستورم جيمسون (بالإنجليزية: Storm Jameson)‏ (8 يناير 1891 في المملكة المتحدة - 30 سبتمبر 1986)؛ كاتِبة وروائية بريطانية.

## روابط خارجية
- ستورم جيمسون على موقع قاعدة بيانات برودواي على الإنترنت (الإنجليزية)
- ستورم جيمسون على موقع إن إن دي بي (الإنجليزية)